# Mouzinho da Silveira
José Xavier Mouzinho da Silveira (Castelo de Vide, São João Baptista, 12 de Julho de 1780 – Lisboa, 4 de Abril de 1849) foi um estadista, jurisconsulto e político português e uma das personalidades maiores da revolução liberal, operando, com a sua obra de legislador, algumas das mais profundas modificações institucionais nas áreas da fiscalidade e da justiça. Preso durante a Abrilada, tornou-se intransigente defensor da Carta Constitucional pelo que teve de se exilar em 1828. Regressou ao Parlamento em 1834 para defender a sua obra legislativa, mas exilou-se de novo em 1836. Retirou-se da vida política durante os seus últimos dez anos de vida.

## Biografia
Mouzinho da Silveira nasceu a 12 de Julho de 1780 em Castelo de Vide, primeiro sobrevivente de seis filhos e filhas, incluindo as irmãs solteiras e o irmão frade, padre com quem passou parte dos últimos anos da sua vida, do Dr. Francisco Xavier de Gomide, médico do Hospital Militar da praça localizada na vila, de ascendência Judia Sefardita Portuguesa pela avó materna, e de sua mulher (Castelo de Vide, Santa Maria da Devesa, 27 de Setembro de 1778) Domingas Angélica Mouzinho Subtil ou Domingas da Conceição Mouzinho da Silveira, nascida c. 1758 em Castelo de Vide, onde faleceu no cárcere, sofrendo, como toda a sua família, a perseguição e o confisco dos bens e outras represálias pelos partidários do absolutismo miguelista em virtude das ideias liberais de seu filho, em Santa Maria da Devesa, a 1 de Março de 1830, filha bastarda do Capitão Pedro António Subtil Garção (Castelo de Vide, São João Baptista, 19 de Outubro de 1725 - Alpalhão, 9 de Janeiro de 1777), no seio duma família de abastados proprietários rurais, de antigas famílias da nobreza e fidalguia da vila e da região, embora por linhas secundárias. Foi irmão de António (Castelo de Vide, Santa Maria da Devesa, 10 de Julho de 1779 - Castelo de Vide, Santa Maria da Devesa ou São João Baptista, a. 13 de Novembro de 1787), Maria (Castelo de Vide, Santa Maria da Devesa, c. 1783 - ?), Emerenciana da Conceição Mouzinho da Silveira (Castelo de Vide, Santa Maria da Devesa, c. 1783 - d. 4 de Abril de 1849), segunda mulher de Luís Inácio de Gouveia e Oliveira Portugal (Lisboa, Santa Isabel, 28 de Outubro de 1786 - c. 1856), com geração extinta, e casada segunda vez em Castelo de Vide, Santa Maria da Devesa, a 30 de Novembro de 1801 com José Carlos da Silva, de Castelo de Vide, Santa Maria da Devesa, c. 1776, sem geração, Isabel Carolina Mouzinho da Silveira (Castelo de Vide, São João Baptista, c. 1785 - Castelo de Vide, Santa Maria da Devesa, 12 de Janeiro de 1871), solteira e sem geração, João Mouzinho da Silveira ou João de Torres e Frei António da Conceição Mouzinho da Silveira (Castelo de Vide, São João Baptista, 13 de Novembro de 1787 - ?).
Escreveu acerca dos pais após a morte de ambos: 
| “ | Dou graças a Deus por ter nascido de pais que trataram de me radicar no amor da verdade e da justiça e no desprezo da vaidade do trajo e de qualquer outro fausto ou afectação, e devo a isto o não ter tido alguma ordem ou título. | ” |

Depois de aprender as primeiras letras, o latim e o grego, parte para o Porto em Outubro de 1796, onde, até Junho do ano seguinte, frequenta os preparatórios para entrar no Curso da Faculdade de Leis, em Coimbra, no qual se matricula em Outubro de 1797. Sai formado pela Universidade de Coimbra como Bacharel a 25 de Junho e como Licenciado a 10 de Julho de 1802, com a classificação final de nemine discrepante. Nesse ano, apresentou o seu requerimento para fazer as habilitações necessárias à admissão à leitura do Desembargo do Paço. O pai falecera a 2 de Maio de 1799, e o seu inventário foi realizado no ano seguinte, assumindo desde então Mouzinho, o filho mais velho, a sua independência económica. Mouzinho manterá um registo completo das suas receitas e despesas pessoais que incluirá no seu esboço autobiográfico.
Regressado a Castelo de Vide, ocupa os anos de 1803 e 1804 em tarefas relacionadas com a gestão do património familiar, particularmente em demandas resultantes do falecimento a 18 de Julho de 1802 em Castelo de Vide de sua avó materna, Maria Antónia Mouzinho da Silveira Torres, nascida em Castelo de Vide em 1730, Senhora do Morgado da Silveira (filha de António Manuel Torres e de sua mulher Maria Baptista Mouzinho da Silveira, ambos de Portalegre), com testamento aprovado em Castelo de Vide a 8 de Fevereiro desse mesmo ano. Em finais de 1804 parte, na companhia do seu amigo e protector o desembargador da Costa Sameiro, para Lisboa, onde na Corte sustenta até 1807, com êxito, a continuação naquele foro das demandas referentes ao património familiar: sua mãe foi investida por D. João VI, Príncipe Regente, na posse do vínculo da Herdade da Silveira, situada nos termos da vila do Crato e da cidade de Portalegre, mudando por obrigação vincular os seus apelidos de Mouzinho Subtil para Mouzinho da Silveira, e na qual, por sua morte, sucedeu. Foi testemunha ocular da entrada em Lisboa do exército invasor francês comandado por Junot em Novembro de 1807.
Terminadas as demandas que o trouxeram a Lisboa, Mouzinho da Silveira opta por não regressar a Castelo de Vide e ingressa na magistratura. Tomou posse a 1 de Março de 1809 ou 1810 do lugar de juiz de fora de Marvão, localidade onde reside nos três anos subsequentes, participando activamente nos preparativos para defesa daquela praça e da região vizinha contra a ameaça napoleónica. Terminado o mandato, parte para Lisboa a 15 de Outubro de 1812.
Despachado juiz de fora de Castelo Branco, toma posse do cargo a 29 de Maio de 1813, permanecendo naquele cargo até 22 de Novembro de 1816. Terá exercido desde 2 de Maio de 1814 as funções de juiz do Tombo dos Bens da Casa Real no termo de Lisboa.
Regressando a Lisboa, Mouzinho foi nomeado juiz de fora de Setúbal, onde conheceu e casou com dua mulher, daí natural. Foi por esta altura que aderiu à causa liberal. A 19 de Fevereiro de 1817 Provedor da Comarca de Portalegre. Chegado a Portalegre a 21 de Janeiro de 1817, toma posse do cargo de Provedor a 5 de Março, mantendo-se nele até 2 de Janeiro de 1821. Aí nasceu o seu filho. Concorreu às eleições de 1820, não tendo sido eleito.
Foi iniciado na Maçonaria, no Grande Oriente Lusitano, antes da Revolução Liberal do Porto, na qual participaram alguns amigos seus.
Em Fevereiro de 1821 foi encarregado da diligência de arrecadação da Fazenda em Estremoz e de visitar as comarcas de Évora e Ourique a respeito de determinar o estado da arrecadação pública em todos os ramos, diligências que não cumpriu por ter sido despachado a 11 de Abril administrador-geral da Alfândega Grande do Açúcar e da Alfândega ou das Alfândegas, em Lisboa, cargo de que tomou posse a 15 de Maio, devido às preocupações de Manuel Fernandes Tomás de que as alfândegas constituíam um entrave ao comércio colonial.
Sendo administrador da Alfândega foi nomeado, a 28 de Maio de 1823, Ministro da Fazenda. Afastou-se entretanto dos liberais radicais e tornou-se um liberal moderado, com o objectivo não de mudar a forma de governo mas de transformar radicalmente as instituições económico-sociais. Sobrevindo de imediato a Vilafrancada, Mouzinho foi confirmado no lugar de Ministro por Decreto de 31 de Maio, sendo logo demitido por Decreto de 19 de Junho, depois de ter sido denunciado pelo Provedor da Comarca de Setúbal e ser tornado público o facto de pertencer à Maçonaria e acusado de, em Setúbal, ter difundido a Maçonaria, "que tinha plantado e promovido na Vila de Setúbal, quando ali foi juiz de fora, onde é constante que estabelecera duas lojas deles, sendo um libertino de primeira ordem, e tão escandaloso que nunca ouvia aqui uma missa, e poucas vezes a família, e um declarado inimigo da religião e dos tronos". O Ministro da Justiça, absolutista, denunciou-o como "mação e pedreiro livre". Foi, deste modo, afastado pelos absolutistas. Sobre aquela nomeação escreve Mouzinho: Sendo administrador da Alfândega fui obrigado muito contra a minha vontade a ser Ministro da Fazenda no dia 29 de Maio de 1823, e sobrevindo o restabelecimento da monarquia absoluta, tive a minha demissão no dia 15 e voltei para o emprego da Alfândega, conservado nas honras de Ministro (Mouzinho da Silveira, Obras, volume I, p. 302). Foi reintegrado na Alfândega a 19 de Junho de 1823. Nesta curta passagem pelo Governo, Mouzinho conseguiu apenas ver promulgado o Decreto de 12 de Junho de 1823, revogando os impostos e décimas especiais que haviam sido estabelecidos por lei de Março daquele ano.
Na sequência da Abrilada, Mouzinho é preso a 30 de Abril de 1824. Encerrado no Mosteiro da Batalha, ali permanece até 14 de Maio, data em que é libertado em conjunto com outros presos políticos.
Por Decreto de D. João VI de Portugal de 8 de Agosto de 1825, Mouzinho foi elevado às honras de Fidalgo Cavaleiro da Casa Real.
Manteve actividade na área da fiscalidade, sendo nomeado em 12 de Novembro de 1825 membro da junta encarregada de elaborar um regimento da Alfândega Geral que se pretendia criar em Lisboa. Participa ainda nos trabalhos das juntas encarregues de propor a revisão dos tratados de 1810 com o Reino Unido e de 1825 com o Brasil.
Jurou e passou a adoptar a Carta Constitucional Portuguesa de 1826. Nas eleições de Outubro de 1826 é eleito deputado às Cortes pelo Alentejo, integra a Comissão da Fazenda da Câmara dos Deputados, centrando a sua actividade parlamentar em matérias de fiscalidade e de gestão do património nacional.
Sentindo necessidade de se exilar, em Março de 1828 pediu licença para viajar por um ano, saindo de Lisboa a 3 de Abril no navio Jules et Julie e chegando a Paris, França, a 15 do mesmo mês, com sua mulher e filho. Permanecerá em Paris até 1832, vivendo modestamente, estudando principalmente Economia Política, de que deu lições a outros exilados baseado nos "Principles of Political Economy", de MacCullock, discípulo de Ricardo e Say, desenvolvendo estudos sobre fiscalidade e mantendo intensa troca epistolar com amigos e familiares em Portugal. Durante este período a sua situação patrimonial começa a degradar-se seriamente, reflexo da sua ausência e da profunda crise económica que afecta Portugal. A esposa, Teresa Guilhermina Taborda Matoso (filha de Nicolau António Matoso e de sua mulher Jacinta Inácia Taborda, todos de Setúbal, São Sebastião), e o filho, João Mouzinho da Silveira, ficarão definitivamente em Paris, já que Mouzinho insiste que este receba uma educação que deveria incluir conhecimentos de línguas (incluindo o alemão) e de química e outras ciências que então não estavam disponíveis em Portugal. Encaminha o filho para a indústria da tanoaria e da química, não conseguindo, contudo, apesar da tanoaria de que foram sócios, recuperar nunca o desafogo financeiro que buscava.
Foi chamado por D. Pedro IV para o seu conselho e nomeado em 7 de Fevereiro de 1831 membro da comissão consultiva que substituiu o Conselho de Estado junto da Regência em nome de D. Maria II. A 6 de Junho do mesmo ano foi convocado para fazer parte, como membro da Comissão da Fazenda da Câmara dos Deputados, da comissão encarregue de angariar os fundos e obter os empréstimos necessários a subsidiar a causa liberal durante a Guerra Civil Portuguesa, sendo incumbido nesse ano de os obter em Londres para a expedição que D. Pedro preparava.
Estando em Paris, foi convocado para acompanhar D. Pedro IV na sua campanha pela implantação do liberalismo em Portugal, saindo daquela cidade a 25 de Janeiro de 1832 com destino à ilha Terceira, Açores, para onde embarcou em Belle-Isle a 10 de Fevereiro na fragata "Rainha de Portugal".
Tomou posse do cargo de Ministro e Secretário de Estado dos Negócios da Fazenda e interino dos Negócios Eclesiásticos e da Justiça à sua chegada a Angra a 2 de Março de 1832. A 23 de Abril de 1832 acompanha D. Pedro IV de Angra para Ponta Delgada, na ilha de São Miguel, cidade donde a 27 de Junho parte com a força expedicionária a caminho do Mindelo. Enquanto nos Açores, vê promulgados 24 Decretos e uma Portaria por si propostos e reformula toda a administração das ilhas, acompanhando a vitória do partido constitucional em 1832-1834 duma transformação radical nas instituições económico-sociais portuguesas, com o objectivo de tornar um país que vivia dependente e principalmente do Brasil, perdido em 1822, e com uma estrutura aristocrático-parasitária, num país capaz de viver como autosuficiente da metrópole e com um nível de vida popular mais elevado. Legisla sobre: reformas económicas, como as liberdades e garantias de pessoas e bens, com a redução por Decreto de 16 de Março e a extinção dos dízimos e dos direitos reais nos Açores, a liberdade dos bens em geral e das terras em particular, com a limitação das instituições vinculares através da extinção dos pequenos vínculos, morgados e capelas, de rendimento inferior a 200$000 réis, da proibição da união de vínculos e de anexações de bens livres aos vínculos existentes e da introdução do princípio do arrendamento secular no aforamento dos bens vinculados, sem, contudo, ter proibido expressamente a instituição de novos, por Decreto de 4 de Abril, a reforma das alfândegas nos Açores, as regras contra os delitos de abuso de poder, a abolição da pena judiciária de confisco de bens por Decreto de 17 de Abril, a efectiva consignação do princípio da inviolabilidade da propriedade dos cidadãos e as garantias da propriedade individual por Decretos de 13 de Abril e 18 de Abril, a revogação de monopólios e impostos, como a abolição para bens móveis e redução para bens imóveis do pesado imposto das sisas por Decreto de 19 de Abril, a determinação de que as dívidas contraídas nas ilhas dos Açores fossem pagas com a sua produção de tabaco, a declaração como livre do porto da Praia, a protecção à ilha do Corvo, a organização e administração da Fazenda Pública (com o Decreto N.º 22), a separação das funções judiciária e administrativa, a supressão da hereditariedade dos ofícios, a organização administrativa do país, seguindo o modelo das instituições liberais da Administração Francesa, com a sua divisão em províncias, comarcas e concelhos, criação dos respectivos cargos e suas atribuições e competências, como as do Ministério da Fazenda e do Tribunal do Tesouro Público, com a regulamentação da administração das Alfândegas e o estabelecimento de bases de recolha das receitas do Estado em todo o Reino, etc, a par da criação do aparelho financeiro do Estado, retirando às entidades particulares a faculdade de colectarem impostos e criando uma estrutura que permita ao Estado centralizar os dinheiros públicos (com o Decreto N.º 23), e a organização judicial do país em círculos judiciais, comarcas, julgados e freguesias, regulamentação do funcionamento dos tribunais e definição dos graus da magistratura, etc (com o Decreto N.º 24), estes três últimos Decretos todos de 16 de Maio, o estabelecimento de consciência e de ensino, a supressão dos conventos de religiosas e religiosos nos Açores por Decreto de 17 de Maio de 1832, etc, suprimindo deste modo os rendimentos que, da parte da Nobreza, donatários da coroa, comendadores, alcaides-mores, etc, e, da parte do Clero, arcebispos, bispos, cónegos, abades, frades, etc, obtinham dos agricultores mesmo sem contrapartidas e que desincentivavam economicamente ambas as partes.
Parte a 27 de Maio e desembarca no Mindelo a 8 de Julho, seguindo para o Porto, onde é cercado pelas forças de D. Miguel. Durante a sua permanência no Porto prossegue a promulgação das suas reformas, sendo publicados mais 20 Decretos e uma Portaria. Por Decreto de 30 de Julho, extinguiu os dízimos e os direitos reais, e, por Decreto de 13 de Agosto, extinguiu os forais, régios ou donatários, e os tributos por eles previstos, e os bens da coroa, revertendo as suas competências e rendimentos para o Estado.
A 9 de Agosto, em completo desacordo com o andamento das finanças públicas e com os modos de obter financiamento, particularmente com os empréstimos obtidos por Palmela, acossado pelos seus correligionários que o acusavam de radicalismo e insensatez e em litígio com outros dirigentes liberais e membros do Governo, pede a demissão dos cargos que ocupava, demissão que lhe foi concedida a 3 de Dezembro ou 12 de Dezembro de 1832 por Decreto de D. Pedro IV.
Abandonou o Ministério exactamente 9 meses depois de ter sido nomeado, deixando como legado 44 Decretos e duas Portarias que lançam as bases da moderna fiscalidade portuguesa e introduziram uma profunda reforma no sistema judiciário. Neste curto espaço de tempo, e em plena guerra civil, Mouzinho afirmou-se como uma das personalidades dominantes do liberalismo em Portugal. Impostos há, como o da sisa, que até há pouco se mantiveram no essencial semelhantes ao que por ele foi estabelecido. A ele se devem a fundação do Supremo Tribunal de Justiça e a estruturação do Ministério Público.

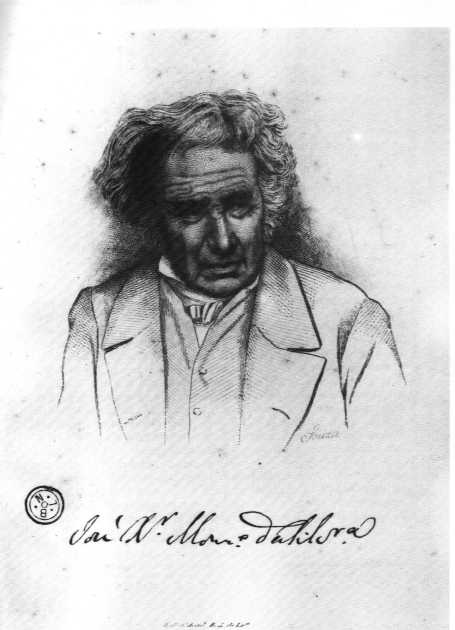
Mouzinho da Silveira (c. 1836) e a sua assinatura.

Durante o mês de Dezembro de 1832 e o mês de Janeiro de 1833 é encarregue dalgumas missões, como a de obter fundos para as forças liberais, participando num cruzeiro à Barra de Lisboa (a cidade estava ainda na posse das forças afectas a D. Miguel) e desenvolvendo actividades em Vigo. Com o aprofundar da sua discordância em relação à condução das finanças públicas, Mouzinho é demitido das suas funções de angariação de fundos e nomeado Director da Alfândega. Contudo, com a expulsão da frota liberal de Espanha, parte de novo para o exílio junto da sua família em Paris a 19 de Março de 1833.
Regressado a Portugal após a Convenção de Évora Monte, retomou o seu cargo de administrador da Alfândega do Sul, e a 11 de Setembro de 1834 entra para a Câmara dos Deputados, aí permanecendo, com algumas intermitências, até 1836, sempre na defesa intransigente da legislação da sua autoria e mantendo uma constante intervenção em matérias de fazenda pública. Nas eleições de 1835 foi reeleito deputado pelo Alentejo. Em 1836, recusou a nomeação como Par do Reino.
A 16 de Agosto de 1836 recusa-se a jurar a Constituição Portuguesa de 1822 e demite-se de Director-Geral da Alfândega Grande de Lisboa. Foi preso e, quando libertado, depois da Belenzada, exila-se novamente para Paris, França.
Regressa a Portugal em 1839, na vigência da Constituição Portuguesa de 1838, entrando novamente pelo Alentejo para a Câmara dos Deputados a 15 de Fevereiro daquele ano. Permanece naquela Câmara até Maio de 1840, novamente intervindo em matérias de fazenda pública, após o que regressou, uma vez mais, a França, abandonando a política com o que veio a ser definitivamente e dedicando-se exclusivamente aos seus negócios e à tentativa de resolução dos seus problemas financeiros.
Em 1842, com a restauração da Carta Constitucional Portuguesa de 1826, recandidata-se a deputado pelo Alentejo, perdendo a eleição por apenas 2 votos. A 1 de Dezembro de 1844 Mouzinho é encarregue de elaborar um Regulamento Geral das Alfândegas.
A sua situação financeira pessoal parece melhorar em 1846, mas as expectativas colocadas no filho são goradas e a sua saúde vai-se deteriorando. A esposa permanece em Paris. A Guerra Civil da Patuleia agravou com os seus desgostos ainda maus a sua saúde, em particular por, na acção de Torres Vedras, vitória de Saldanha pela Rainha, ter sido morto o seu amigo e parente distante Luís da Silva Mouzinho de Albuquerque.
José Xavier Mouzinho da Silveira morreu em Lisboa, em casa de seu amigo e testamenteiro José Avelino da Costa do Amaral, na Rua do Moinho de Vento, hoje Rua de D. Pedro V, a 4 de Abril de 1849, sendo ao que tudo indica a causa da morte um acidente ao subir as escadas de sua casa, uma vez que lhe caiu um piano em cima, sendo o seu corpo espalmado transladado, em execução da sua última vontade, para a freguesia da Margem, concelho de Gavião, onde lhe foi levantado em 1875, por subscrição do Jornal do Comércio, um monumento. Do monumento consta uma escultura da autoria de Célestin Anatole Calmels. Sucedeu-lhe no Morgado o seu filho, solteiro e sem geração.
Na Sala dos Passos Perdidos, no Palácio de São Bento, Mouzinho da Silveira é homenageado numa pintura a óleo de Columbano Bordalo Pinheiro. Também no Salão Nobre da Câmara Municipal de Lisboa, Mouzinho figura numa pintura a óleo de José Rodrigues, executada em 1866. O Museu Grão-Vasco, em Viseu, possui um retrato de Mouzinho da autoria de Columbano.
No segundo centenário do seu nascimento (1980) foi colocado em Castelo de Vide, sua terra natal, um monumento comemorativo. Em muitas cidades do país existem arruamentos denominados em sua memória, o mesmo acontecendo com estabelecimentos escolares em Vila do Corvo, com a Escola Básica e Secundária Mouzinho da Silveira, e na Moita, com o Agrupamento de Escolas Mouzinho da Silveira.
Foram impressas uma nota de 2$50 Chapa 2 e uma nota de 500$00 Chapa 12 de Portugal com a sua imagem.

## Mouzinho da Silveira e os Açores

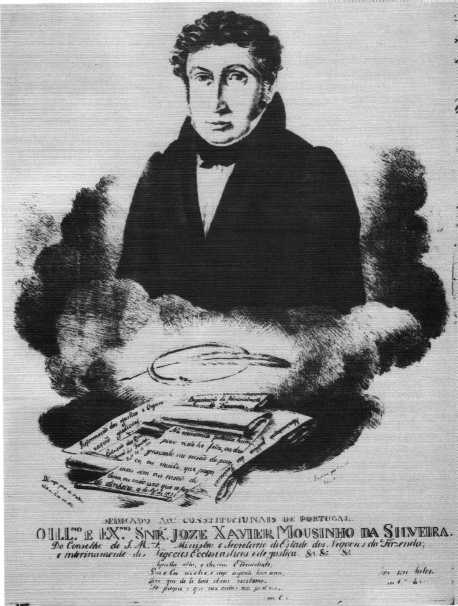
Caricatura de Mouzinho da Silveira aquando da sua passagem pelos Açores. Note-se a pena fumegante de tanto legislar…

Uma parte importante da reforma do sistema político e económico levada a cabo por Mouzinho da Silveira foi feita durante a permanência nos Açores de D. Pedro IV e da Regência. Se muitas das medidas são de carácter geral, muitas são específicas e tiveram uma particular incidência nas ilhas.
As medidas tomadas mereceram a gratidão do povo açoriano, particularmente dos agricultores que se viram livres dos entraves resultantes dos morgadios. Particularmente beneficiada foi a população da ilha do Corvo, que ainda hoje recorda a libertação do jugo feudal a que estava submetida através do pagamento de um pesado tributo ao donatário da ilha. Conhecendo essa gratidão, Mouzinho da Silveira incluiu no seu testamento a seguinte cláusula: 
| “ | Quero que o meu corpo seja sepultado no cemitério da ilha do Corvo, a mais pequena das dos Açores, e se isto não puder ser por qualquer motivo, ou mesmo por não querer o meu testamenteiro carregar com esta trabalheira, quero que o meu corpo seja sepultado no cemitério da freguesia da Margem, pertencente ao concelho de Gavião; são gentes agradecidas e boas, e gosto agora da ideia de estar cercado, quando morto, de gente que na minha vida se atreveu a ser agradecida. | ” |

A gratidão de que Mouzinho da Silveira fala no seu testamento chegou viva aos nossos dias. Passados mais de 150 anos sobre a sua morte, e apesar de ter sido sepultado em Margem, Gavião, e não na ilha do Corvo, o único estabelecimento de ensino daquela ilha, a Escola Básica Secundária Mouzinho da Silveira, perpetua o nome do estadista que, por Decreto promulgado em Ponta Delgada a 14 de Maio de 1832, soube acudir à miséria e opressão em que viviam os corvinos.
Mouzinho da Silveira, então Ministro e Secretário de Estado dos Negócios da Fazenda e Ministro interino dos Negócios Eclesiásticos e da Justiça por aquele diploma reduziu substancialmente, em resultado de uma representação que lhe dirigiram os habitantes do Corvo, o pagamento a que estes, tal como os habitantes dalgumas freguesias da ilha das Flores, estavam obrigados a fazer anualmente ao donatário, aliviando assim um jugo que conduzia à fome e miséria generalizadas naquelas ilhas.
Não há texto sobre a história do Corvo que não refira o papel de Mouzinho na libertação da ilha do aforamento, mas foi Raul Brandão, em As Ilhas Desconhecidas, quem melhor soube captar as memórias que ainda aquando da sua visita ao Corvo, em 1924, perduravam na tradição oral dos corvinos:  
À noite vêm conversar comigo à casa onde durmo. A luz é escassa: ficam à frente o Hilário, o Cabo do Mar, uma ou outra mulher e, ocultas na sombra, fisionomias que, quando se aproximam da candeia, ressaltam cheias de relevo e carácter: a boca que quer falar, a mão que reentra logo no escuro… Todas têm um ar de família. O senhor Manuel Tomás, de setenta e cinco anos, barba grisalha e curta, olhos pequeninos e já velados pela névoa da idade, um dos grandes proprietários da ilha, conta-me o Corvo de outros tempos:
— Fome! muita fome! … A ilha andava avexada: pagava quarenta moios de trigo e oitenta mil réis em dinheiro ao senhorio de Lisboa. A gente — inda me lembro — andava vestida com umas ceroulas compridas, por cima um calção de lã, tingido de preto com mantrasto e uma jaqueta aos ombros, a barba toda e uma carapuça na cabeça. Não havia lumes. O lume conservava-se nas arestas do linho e quando sucedia apagar-se iam-no buscar à alâmpada da igreja … Fome! Muita fome! O mais que se comia era junça, uma planta que dá uma semente pequena debaixo da terra, de que se alimentam os porcos.
— Moía-se nas atafonas e fazia-se farinha e bolos… Às vezes trocava-se uma terra por um bolo de junça. Fome!
Em Maio vieram do Corvo à Terceira os ilhéus mostrar ao filósofo o pão negro que comiam, e pedir protecção ao tirano. Era uma cena antiga: parecia uma das velhas repúblicas da Grécia, e Mouzinho de facto um Licurgo, um Sólon, com doutrinas, porém, opostas às dos antigos. No pão negro dos ilhotas do Corvo, escravizados pelas rendas do donatário da ilha, viu o ministro um verdadeiro crime, e a teoria que o dominava embarcou-o em conclusões temerárias. Só reduzia a metade, não abolia o foro; mas acrescentava: — Vão passando os tempos em que se entendia que a terra tinha um valor antes de regada com o suor dos homens, nem é possível o contrário quando a broca da análise vai penetrando o mundo. — Portugal Contemporâneo — Oliveira Martins.
O pão era o de junça.
Está gente de pé à porta. Escutam da cozinha, e lá para o fundo da sala há outros atentos na sombra que remexe.
— Muita fome! E as mães diziam: — Deixa-me guardar este bolinho de junça para os meus meninos comerem pelo dia fora! — Exclama um tipo curioso de mulher com a pele lívida revestindo-lhe os ossos, uma fisionomia cheia de expressão e os olhos cobertos por uma membrana tão fina como a película dum ovo. E continua: — Chegavam a comer raízes de fetos… E saiba o senhor que o grande erro deste mundo vem de um engano de S. Pedro. Nosso Senhor disse-lhe um dia: — Pedro, vai fora da porta e diz ao mundo: — O pobre que viva do rico. — Mas S. Pedro chegou à porta, enganou-se e disse: — Ouçam todos que têm ouvidos para ouvir — o rico que viva do pobre!…
Não foram apenas os corvinos que beneficiaram da curta passagem pelos Açores de Mouzinho da Silveira. A capacidade legislativa do Ministro, e a circunstância de o poder estar sediado nos Açores, criou as condições necessárias para uma vasta reforma legislativa cujas consequências ainda hoje se sentem. Há quem considere que a relativa equidade social existente em algumas ilhas dos Açores, em particular na ilha Terceira, em contraste com a de S. Miguel onde o diploma não teve aplicação generalizada, tem as suas raízes no Decreto de 4 de Abril de 1832, promulgado em Angra sob proposta de Mouzinho da Silveira, que extinguiu os morgadios, capelas e vínculos de menor dimensão.
Exilado em França desde Abril de 1828, Mouzinho da Silveira embarcou em 25 de Janeiro de 1832 em Belle-Isle com destino à Terceira. Recém-chegado a Angra, a 3 de Março é nomeado Ministro dos Negócios da Fazenda e, interinamente, Ministro dos Negócios Eclesiásticos e da Justiça. A 23 de Abril acompanha D. Pedro IV de Angra para Ponta Delgada, cidade de onde a 27 de Junho parte com a força expedicionária a caminho do Mindelo, onde desembarca a 8 de Julho. A 9 de Agosto pede a demissão dos cargos que ocupava, demissão que lhe foi concedida a 3 de Dezembro de 1832 por Decreto de D. Pedro IV. Apesar de ter ocupado o cargo de Ministro durante apenas 9 meses, e em plena guerra civil, Mouzinho deixou um legado legislativo que influenciou decisivamente o futuro do país nas áreas da fiscalidade, da organização administrativa do território e da justiça. Impostos há, como o da sisa, que ainda hoje se mantêm no essencial semelhantes ao que por ele foi estabelecido. A ele se deve a fundação do Supremo Tribunal de Justiça, a estruturação do Ministério Público e a criação do embrião do ensino liceal.
Nos escassos cinco meses durante os quais permaneceu nos Açores (Fevereiro a Junho de 1832), Mouzinho para além de uma intensa actividade legislativa (viu promulgados 24 Decretos e 1 Portaria) ainda foi capaz de produzir alguns estudos sobre a economia das ilhas e esboçar algumas medidas para o seu desenvolvimento.
Os manuscritos e impressos de Mouzinho, incluindo os referentes aos Açores, foram reunidos em edição crítica, coordenada por Miriam Halpern Pereira, e publicados pela Fundação Calouste Gulbenkian. Para além da transcrição da generalidade dos documentos conhecidos, a obra inclui estudos sobre diversos aspectos do pensamento de Mouzinho. Os documentos referentes especificamente aos Açores estão reunidos num grupo documental intitulado Ilhas de S. Miguel, do Corvo e das Flores (cap. VII - Ilhas dos Açores, vol. II, pp. 1235–1259) contendo os seguintes documentos: 
- Carta de Pedro José Caupers acerca do prazo das ilhas das Flores e do Corvo
- Apontamentos sobre a situação económica nas ilhas das Flores e do Corvo
- Documento do juiz de fora das ilhas das Flores e do Corvo sobre os dízimos
- Parecer sobre a economia da ilha do Corvo
- Parecer sobre a economia da ilha de S. Miguel
- Acórdão da Câmara da Vila da Ribeira Grande sobre uma revolta miguelista
- Carta sobre o aforamento dos baldios da Real Junta do Melhoramento da Agricultura (na Terceira?)
- Notas sobre medidas a adoptar para o desenvolvimento da ilha de S. Miguel